# Jūratė Daktaraitė
Jūratė Daktaraitė (Kaunas, 1 januari 1936) is een voormalig basketbalspeelster die uitkwam voor het nationale basketbalteam van de Sovjet-Unie. Ze kreeg de onderscheiding Meester in de sport van de Sovjet-Unie in 1959.

## Carrière
Daktaraitė begon haar carrière in 1954 bij Žalgiris Kaunas. Later speelde ze nog voor KPI Kaunas en Politechnika Kaunas. In 1967 stopte ze met basketbal.
Met het nationale basketbalteam van de Sovjet-Unie werd Daktaraitė in 1959 Wereldkampioen. In 1960 en 1962 werd ze Europees kampioen.

## Erelijst
- Wereldkampioenschap: 1
  - Goud: 1959
- Europees kampioenschap: 2
  - Goud: 1960, 1962